# ガマ (洞窟)
ガマとは、沖縄県の沖縄諸島・先島諸島に見られる自然洞窟のこと。特に沖縄本島南部に多く分布する。
沖縄本島には約2000の石灰岩で形成された鍾乳洞があり、それらは沖縄方言で「ガマ」と呼ばれる。

## 風葬や洞穴葬の場所として
現在、沖縄本島における葬制は火葬となっているが、伊波普猷の報告にあるとおり、明治時代までは風葬がおこなわれていた。風葬は明治時代に行政から禁止されたが、久高島では1960年代まで行われていたことが確認されている また風葬に近い葬法では、1970年代まで宮古島で洞穴葬がおこなわれていた。
風葬において遺体はまず崖（パンタ）や洞窟（ガマ）に置かれて自然の腐敗を待ち、3年後・5年後・7年後など適当な時期を見て洗骨して納骨する。日本本土では薄葬令（646年）により庶民も定まった墓地に葬むる慣習が定着したのに比して、琉球弧において崖（パンタ）や洞窟（ガマ）は古来、現世と後生の境界の世界とされ、聖域であると同時に忌むものとされてきた。祖霊を崇める一方で、「死」はあくまで「穢れ」と捉えられているのである。

## 戦争の舞台として
太平洋戦争の末期に起こった沖縄戦では、住民や日本軍兵士の避難場所（防空壕）として、また野戦病院として利用された。読谷のチビチリガマ・シムクガマや、現在ひめゆりの塔が建っている沖縄陸軍病院第三外科壕跡、伊江島のニャティヤ洞（千人ガマ）などが著名である。